# Pearson Eshenko
Pearson Eshenko (Banff, 16 de outubro de 1997) é um jogador de jogador de voleibol canadense que atua na posição de central.

## Carreira

### Clube
Eshenko atuou no voleibol universitário da Universidade do Oeste da Trindade de 2015 a 2020. Em 2020, o central assinou seu primeiro contrato profissional com o Helios Grizzlies Giesen para atuar pelo voleibol alemão.
Em 2021, o atleta canadense se transferiu para o SVG Lüneburg, ainda na primeira divisão alemã. Com o novo clube, o central foi vice-campeão da Copa da Alemanha de 2021–22. Após atuar por três temporadas seguintes no voleibol alemão, Eshenko foi assinou com o SL Benfica para atuar no voleibol português.

### Seleção
Eshenko disputou a Copa Pan-Americana de 2018, onde terminou a competição em sexto lugar. Três ano após foi vice-campeão do Campeonato NORCECA de 2021 após derrota para a seleção porto-riquenha na final.
Em 2022 estreou na seleção adulta canadense, onde disputou a Liga das Nações e o Campeonato Mundial, terminando em décimo quinto e décimo sétimo, respectivamente.

## Clubes
| Anos      | Clube                   |
| --------- | ----------------------- |
| 2020–2021 | Helios Grizzlies Giesen |
| 2021–2023 | SVG Lüneburg            |
| 2023–     | SL Benfica              |